# タビビトノキモドキ
タビビトノキモドキ（旅人の木擬き、学：Phenakospermum guyannense）は、ゴクラクチョウカ科タビビトノキモドキ属に含まれる植物の一つ。学名からフェナコスペルマムとも言う。本種のみでタビビトノキモドキ属を構成する。

## 概要
南米大陸北部のスリナム、ガイアナ、ベネズエラ、コロンビア、エクアドル、ボリビア、ペルー、仏領ギアナ、ブラジル（※南東部、南部地域を除く）の熱帯雨林に自生する樹木である。最大で樹高は15ｍほどに成長する。葉はバショウの様な形状をしており、長さは100㎝程度となるが、一方で幅は大きくても50㎝程度にしかならず、非常に細長い葉になる。葉は、左右交互に展開し、上から見ると一直線、横から見ると扇状に幾重にも重なってなっている。葉縁は全縁で、葉は固く光沢を持ち、やや繊維質である。この点はタビビトノキ（R. madagascariensis）に通ずる。花は白色もしくはクリーム色である。種子は左右対称の美しい球状となり、屋内のインテリア等に利用される。

## 栽培方法
タビビトノキとは異なり、日本では観葉植物として流通していないので株の入手は非常に困難。ただ種子を抜かれた果実はソロロカフラワーとして日本に入ってきている。

## 名称について
Spermumは植物の学名に多く見られ、「種子」を意味する言葉である。例としてオステオスペルマムやレウコスペルマムなどがあげられる。尚、Phenakoの意味は不明である。

## 余談
ストレリチア・アルバ（Strelitzia alba）もタビビトノキモドキ（旅人の木擬き）と呼ばれるが、本種とは所属している属は異なる。

## ギャラリー

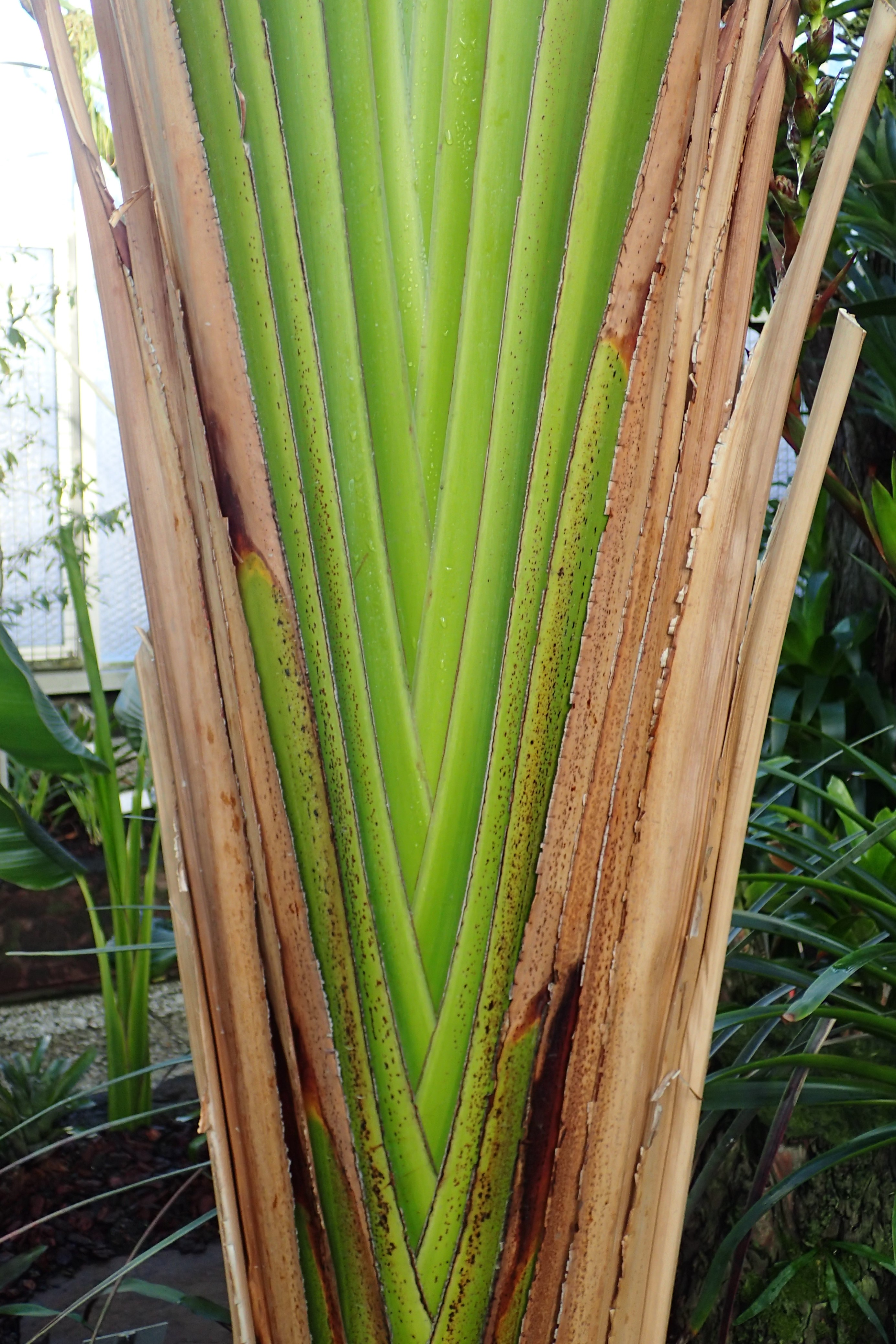
幾重にも重なった葉鞘部
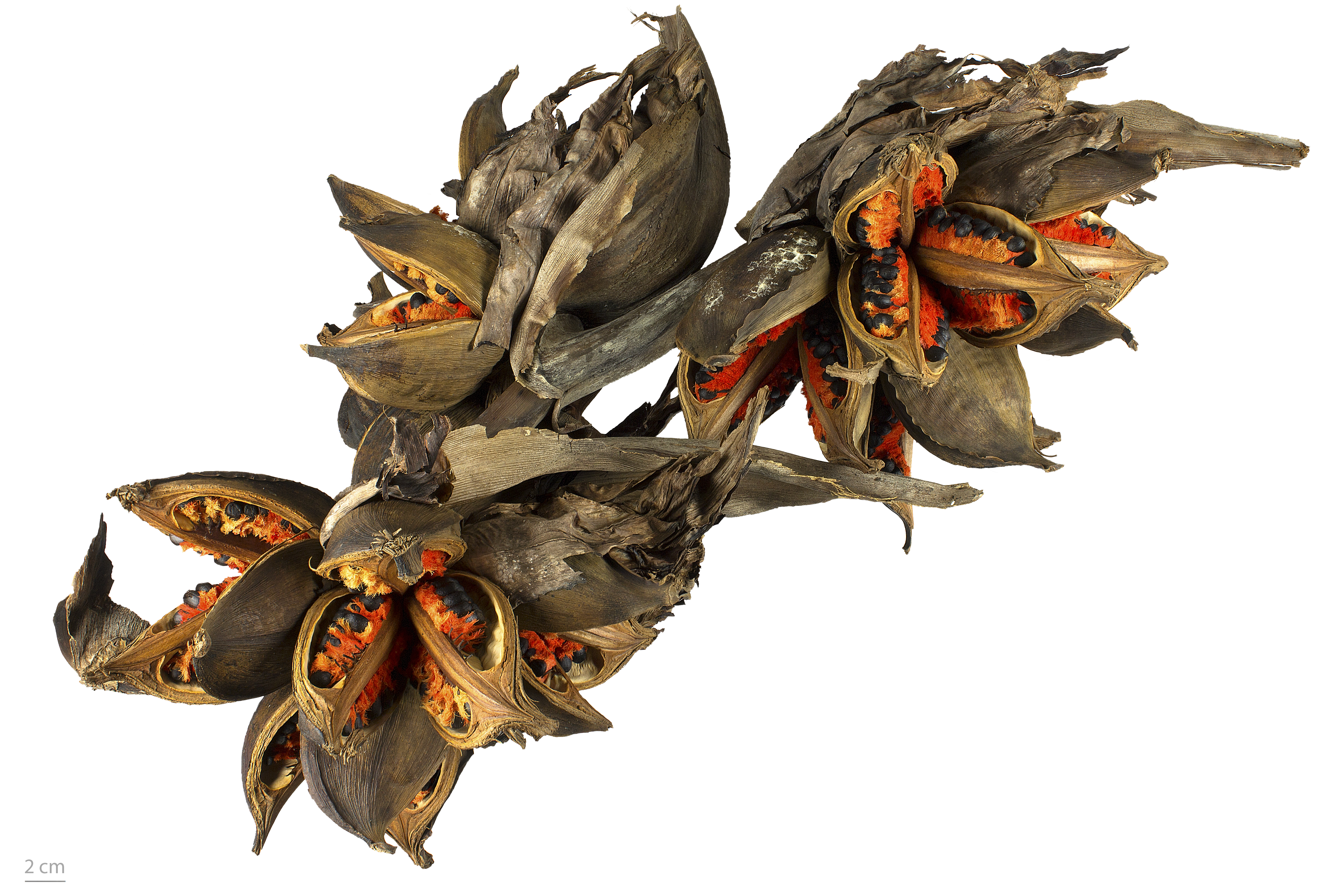
果実はソロロカフラワーとして親しまれる。
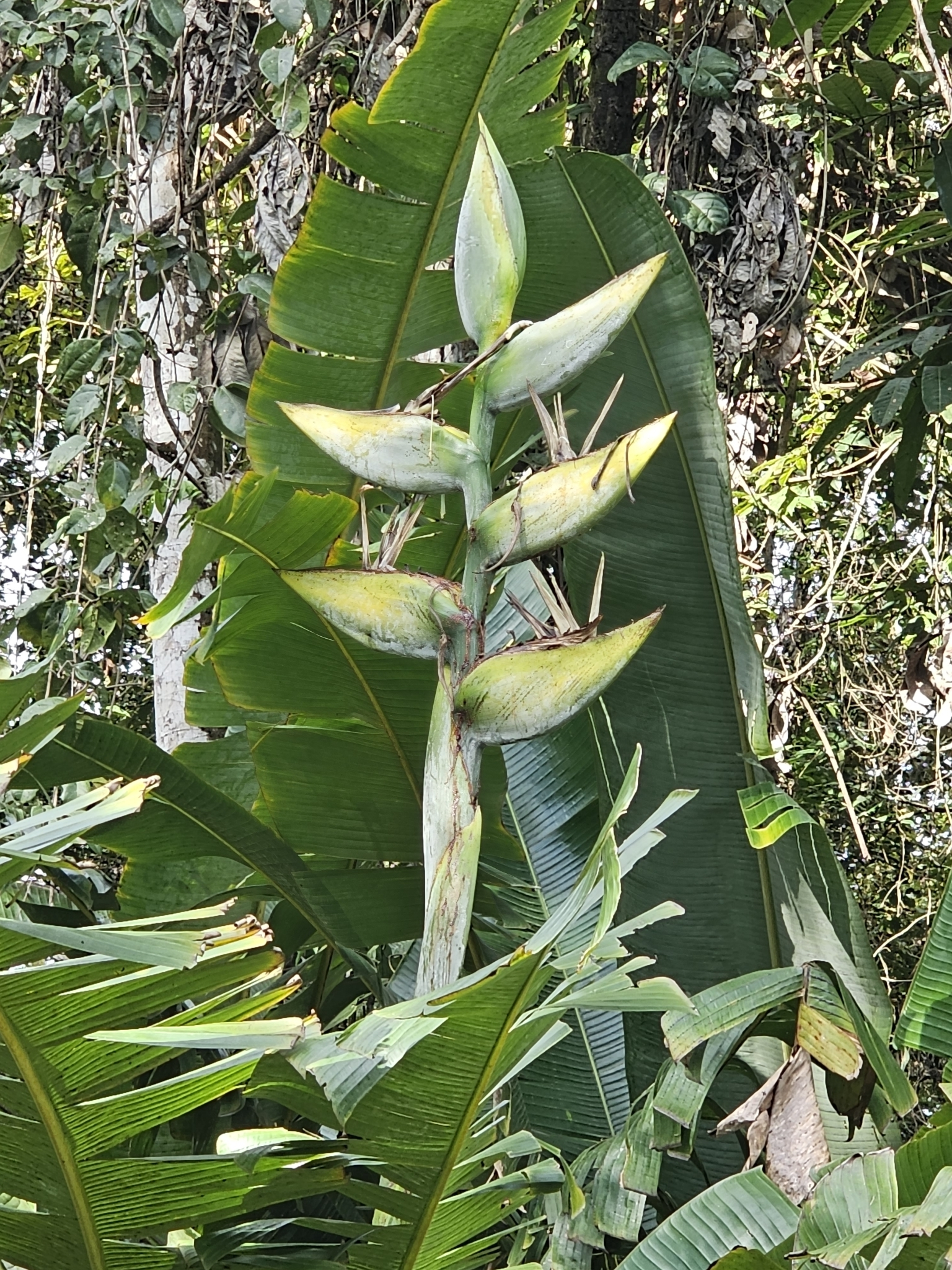
花。基本的構造はストレリチアと同じ。